# Armele utilizate în timpul celui de-al Doilea Război Mondial
În cel de-al Doilea Război Mondial armele din toate categoriile au cunoscut o dezvoltare fără precedent atât din punct de vedere calitativ, cât și cantitativ. Articolul trece în revistă echipamentul militar care a avut impact major în război din cauza importanței, inovației sau al numărului mare fabricat și face trimitere către liste mai detaliate.

## Aviație
- Lista avioanelor militare din cel de-al Doilea Război Mondial

Progresul realizat în perioada interbelică în domeniul construcției avioanelor a creat noi tipuri de avioane, diversificând plaja de utilizare a acestora. Astfel în Războiul Civil Spaniol au apărut avioanele de bombardament în picaj Stuka care interveneau direct în deznodământul luptelor terestre.
Mai târziu, după intrarea SUA în război cu fortărețele zburătoare a apărut bombardamentul strategic.
S-a dezvoltat de asemenea tehnica bombardamentului pe timp de noapte.
În ultima perioadă a războiului au apărut avioanele cu reacție Heinkel He 162, Messerschmitt Me 262, Gloster Meteor și P-80 Shooting Star
 Marea Britanie
| Tip avion            | Perioada  | Construite | Imagine |
| -------------------- | --------- | ---------- | ------- |
| Avioane de vânătoare |           |            |         |
| Supermarine Spitfire | 1938-1961 | 20.351     |         |
| Hawker Hurricane     | 1937-1945 | 14.533     |         |
| Hawker Typhoon       | 1941-1945 | 3.330      |         |
| Hawker Tempest       | 1944-1953 | 1.702      |         |
| Bombardiere          |           |            |         |
| Vickers Wellington   | 1938-1953 | 11.461     |         |
| Handley Page Halifax | 1940-1946 | 6.178      |         |
| Avro Lancaster       | 1942-1963 | 7.377      |         |
| Short Stirling       | 1941-1946 | 2.383      |         |
| Mosquito             | 1941-1956 | 7.781      |         |

 Germania nazistă
| Tip avion            | Perioada  | Construite | Imagine |
| -------------------- | --------- | ---------- | ------- |
| Avioane de vânătoare |           |            |         |
| Me Bf 109            | 1937-1945 | 33.984     |         |
| Focke-Wulf Fw 190    | 1941-1945 | 20.051     |         |
| Me Bf 110            | 1937-1945 | 6.170      |         |
| Me Me 262            | 1944-1945 | 1.433      |         |
| Heinkel He 162       | 1945      | 320        |         |
| Me 163 Komet         | 1944-1945 | 370        |         |
| Bombardiere          |           |            |         |
| Ju 87 Stuka          | 1936-1945 | 6.500      |         |
| Heinkel He 111       | 1935-1945 | 6.508      |         |
| Junkers Ju 88        | 1939-1943 | 15.000     |         |

 SUA
| Tip avion            | Perioada  | Construite | Imagine |
| -------------------- | --------- | ---------- | ------- |
| Avioane de vânătoare |           |            |         |
| F4F Wildcat          | 1942-1945 | 7.722      |         |
| F6F Hellcat          | 1943-1945 | 12.275     |         |
| P-51 Mustang         | 1942-1984 | 15.875     |         |
| P-38 Lightning       | 1941-1965 | 10.037     |         |
| F4U Corsair          | 1942-1954 | 12.571     |         |
| P-39 Airacobra       | 1941-1945 | 9.584      |         |
| P-63 Kingcobra       | 1943-1945 | 3.303      |         |
| Bombardiere          |           |            |         |
| SB2C Helldiver       | 1943-1959 | 7.140      |         |
| SBD Dauntless        | 1940-1959 | 5.936      |         |
| B-17 Flying Fortress | 1938-1969 | 12.731     |         |
| B-24 Liberator       | 1941-1968 | 18.482     |         |
| B-29 Superfortress   | 1944-1960 | 3.970      |         |

 URSS
| Tip avion               | Perioada  | Construite | Imagine |
| ----------------------- | --------- | ---------- | ------- |
| Avioane de vânătoare    |           |            |         |
| Yakovlev Yak-9          | 1942-1950 | 16.769     |         |
| Mikoyan-Gurevich MiG-3  | 1941-1945 | 3.322      |         |
| Lavochkin La-5          | 1942-1945 | 9.920      |         |
| Lavochkin La-7          | 1944-1950 | 5.753      |         |
| Avion de atac la sol    |           |            |         |
| Ilyushin Il-2 Șturmovik | 1941-1954 | 36.163     |         |
| Bombardiere             |           |            |         |
| Ilyushin Il-4           | 1936-1945 | 5.256      |         |
| Petlyakov Pe-2          | 1941-1954 | 11.400     |         |

 Japonia
| Tip avion                        | Perioada  | Construite | Imagine |
| -------------------------------- | --------- | ---------- | ------- |
| Avioane de vânătoare             |           |            |         |
| Zero                             | 1940-1945 | 11.000     |         |
| Nakajima Ki-43 (Hayabusa, Oskar) | 1942-1945 | 5.919      |         |
| Nakajima Ki-27 (Nate)            | 1937-1945 | 3.399      |         |
| Kawasaki Ki-61 (Hien, Tony)      | 1943-1945 | 3.159      |         |
| Bombardiere                      |           |            |         |
| Mitsubishi G4M (Hamaki, Betty)   | 1941-1945 | 2.435      |         |
| Mitsubishi Ki-21 (Sally/Gwen)    | 1938-1945 | 2.064      |         |
| Avioane torpiloare               |           |            |         |
| Nakajima B5N (Kate)              | 1938-1945 | 1.149      |         |
| Nakajima B6N (Jill)              | 1941-1945 | 1.268      |         |
| Bombardiere în picaj             |           |            |         |
| Yokosuka D4Y (Judy)              | 1942-1945 | 2.038      |         |
| Mitsubishi Ki-51 (Sonia)         | 1940-1945 | 2.385      |         |

 România
| Tip avion            | Perioada  | Construite | Imagine |
| -------------------- | --------- | ---------- | ------- |
| Avioane de vânătoare |           |            |         |
| IAR 80               | 1941-1949 | 346        |         |

 Franța
| Tip avion               | Perioada  | Construite | Imagine |
| ----------------------- | --------- | ---------- | ------- |
| Avioane de vânătoare    |           |            |         |
| Bloch MB.150            | 1937-1945 | c. 663     |         |
| Dewoitine D.520         | 1940-1953 | c. 900     |         |
| Morane-Saulnier M.S.406 | 1938-1950 | 1.176      |         |

## Tancuri și blindate
- Lista blindatelor din cel de-al Doilea Război Mondial

 Marea Britanie
| Nume                                                | Perioada  | Construite               | Imagine |
| --------------------------------------------------- | --------- | ------------------------ | ------- |
| Tancuri ușoare, rapide și de sprijin al infanteriei |           |                          |         |
| Mk VIII Cromwell                                    | 1944-1955 | 4.016                    |         |
| Tanc Churchill                                      | 1941-1945 | 7.368 (toate variantele) |         |
| Tanc Crusader                                       | 1941-1945 | 5.300                    |         |
| Tancuri medii                                       |           |                          |         |
| M3 Lee/Grant                                        | 1941-1942 | 6.258                    |         |
| Sherman Firefly                                     | din 1943  | c. 2.000                 |         |

 Germania nazistă
Tancuri
- Panzerkampfwagen 35(t) (PzKpfw 35(t))
- Panzerkampfwagen 38(t) (PzKpfw 38(t))
- Panzerkampfwagen I (PzKpfw I)
- Panzerkampfwagen II (PzKpfw II)
- Panzerkampfwagen III (PzKpfw III)
- FlammPanzer
- Panzerkampfwagen IV (PzKpfw IV)
- Panzerkampfwagen V Panther (PzKpfw V)
- Panzerkampfwagen VI Tiger
- Panzerkampfwagen VI Königstiger
- Panzerkampfwagen VIII Maus (PzKpfw VIII) (Prototip)
- E-serie (Prototip)
- Panther II (Prototip)
- Waffenträger (Prototip)
- Neubaufahrzeug (Prototip)
- VII Löwe (Panzer VII Löwe) (Prototip)
- Panzerkampfwagen IX (Panzer IX) (Proiect)
- Panzerkampfwagen X (Panzer X) (Proiect)
- Landkreuzer P. 1000 Ratte (Proiect)
- Landkreuzer P. 1500 Monster (Proiect)
- Panzer III/IV (Proiect)

Vehicule blindate
- Leichter Panzerspähwagen (SdKfz 222)
- Schwerer Panzerspähwagen (Puma)
- SdKfz 2
- SdKfz 4
- SdKfz 6
- SdKfz 7
- SdKfz 10
- SdKfz 11
- SdKfz 250
- SdKfz 251
- SdKfz 252
- SdKfz 253
- SdKfz 254

Tunuri de asalt
- Sturmgeschütz III (StuG III)
  - Sturmhaubitze 42 (StuH 42)
- Sturmgeschütz IV (StuG IV)
- Sturmpanzer IV (Brummbär)
- Sturmtiger

Vânători de tancuri
- Panzerjäger I
- Marder I
- Marder II
- Marder III
- Jagdpanzer 38(t) (Hetzer)
- Jagdpanzer IV
- Jagdpanzer V (Jagdpanther)
- Nashorn
- Jagdpanzer VI (Jagdtiger)
- Jagdpanzer Elefant

Artilerie tractată
- 17 cm K 18
- 10,5 cm K 35 (t)
- 10,5 cm Hruby Kanon vz.35
- Dora și Schwerer Gustav (Tun pe șină)

Tunuri autopropulsate
- Wespe
- Hummel
- Grille
- Maultier (Panzerwerfer)
- 15 cm sIG 33

Tunuri antitanc
- 2,8 cm sPzB 41 de:2,8-cm-schwere Panzerbüchse 41
- 3,7 cm PaK 36
- 4,2 cm PaK 41 de:4,2-cm-leichte PaK 41
- 5 cm PaK 38
- Canon Pak de 75 mm
  - Canon PaK 40 de 75mm
  - Canon PaK 41 de {75mm
  - Canon PaK 97/38 de 75mm
- 7,62 cm PaK 36(r) en:7.62 cm Pak 36(r)
- 8,8 cm PaK 43 de:8,8-cm-PaK 43
- 12,8 cm FlaK 40

Tunuri antiaeriene
 Germania nazistă
| Nume                      | Perioada  | Construite | Imagine |
| ------------------------- | --------- | ---------- | ------- |
| Tancuri ușoare            |           |            |         |
| Panzer II                 | 1935-1943 | 1.856      |         |
| Tancuri medii             |           |            |         |
| Panzer III                | 1939-1943 | c. 5.574   |         |
| Panzer IV                 | 1936-1945 | c. 8.800   |         |
| Panther (Panzer V)        | 1942-1945 | c. 6.000   |         |
| Tancuri grele             |           |            |         |
| Tiger I (Panzer VI)       | 1942-1945 | c. 1.347   |         |
| Tiger II (Panzer VII)     | 1943-1945 | c. 492     |         |
| Vânători de tancuri       |           |            |         |
| Panzerjäger I             | 1939-1940 | 202        |         |
| Marder I                  | 1942      | 170        |         |
| Jagdpanzer 38(t) (Hetzer) | 1944-1945 | c. 2.827   |         |
| Jagdtiger                 | 1940-1945 | 88         |         |
| Sturmgeschütz III         | 1940-1945 | 9.408      |         |
| Sturmgeschütz IV          | 1943-1945 | 1.108      |         |

 SUA
| Nume                | Perioada  | Construite | Imagine |
| ------------------- | --------- | ---------- | ------- |
| Tancuri ușoare      |           |            |         |
| M3 Stuart           | 1941-1945 |            |         |
| Tancuri medii       |           |            |         |
| M3 Lee/Grant        | 1941-1942 | 6.258      |         |
| M26 Pershing        | 1945-1950 | 1.436      |         |
| Tancuri grele       |           |            |         |
| M4 Sherman          | 1942-1955 | 49.234     |         |
| Vânători de tancuri |           |            |         |
| M18 Hellcat         | 1944-1957 |            |         |
| M10 Wolverine       | 1942-1943 |            |         |

 URSS
| Nume                     | Perioada  | Construite   | Imagine |
| ------------------------ | --------- | ------------ | ------- |
| Tancuri ușoare           |           |              |         |
| T-26                     | 1931-1945 | 10.300       |         |
| Tancuri medii            |           |              |         |
| T-34                     | 1940-1958 | c. 84.070    |         |
| Tancuri grele            |           |              |         |
| Tancul Kliment Voroșilov | 1939-1945 | c. 5.219     |         |
| Tancul Iosif Stalin      | 1943-1995 | 3.854 (IS-2) |         |

## Armament de infanterie
Marea Britanie
| Nume                    | Perioada  | Construite       | Imagine |
| ----------------------- | --------- | ---------------- | ------- |
| Pistoale, revolvere     |           |                  |         |
| Revolver Webley         | 1887-1923 | 125.000          |         |
| Smith & Wesson Model 10 | din 1899  |                  |         |
| Puști                   |           |                  |         |
| Lee-Enfield             | din 1907  | 17.000.000       |         |
| Pistoale mitralieră     |           |                  |         |
| Sten                    | din 1941  | 3,7–4,6 milioane |         |
| Mitraliere              |           |                  |         |
| Bren                    | 1935-1971 |                  |         |
| Vickers                 | 1912–1968 |                  |         |

 Germania nazistă
- Carabină Mauser 98k  (Kar98k)
- Walther G43 (Gewehr 43)
- Sturmgewehr 44(STG 44)
- Walther P38
- Maschinenpistole 38 (MP 38)
- Maschinenpistole 40 (MP 40)
- Luger P08 (Parabellum Luger P08)
- Walther PP (Walther PPK)
- Fallschirmjägergewehr 42 (FG-42)
- Maschinengewehr 34 (MG 34)
- Maschinengewehr 42 (MG 42)
- Mortier de 81 mm (Grw 34)

Aruncătoare de grenade
- Fliegerfaust
- Panzerfaust
- Panzerschreck

Armamentele de infanterie cele mai cunoscute
| Nume                     | Perioada  | Construite   | Imagine |
| ------------------------ | --------- | ------------ | ------- |
| Pistoale, revolvere      |           |              |         |
| Walther P38              | 1939-1945 | 1.000.000    |         |
| Mauser C96               | 1896–1937 | c. 1.000.000 |         |
| Luger P08 (Parabellum)   | 1900–1945 |              |         |
| Puști                    |           |              |         |
| Walther G43 (Gewehr 43)  | 1943–     | 402.713      |         |
| Pistoale mitralieră      |           |              |         |
| MP 40                    | 1940–1945 | c. 1 milion  |         |
| Mitraliere               |           |              |         |
| MG 34 Maschinengewehr 34 | 1934–1945 | c. 350.000   |         |
| MG 42 Maschinengewehr 42 | 1942–1945 | 400.000+     |         |

 SUA
| Nume                          | Perioada  | Construite       | Imagine |
| ----------------------------- | --------- | ---------------- | ------- |
| Pistoale, revolvere           |           |                  |         |
| Colt Model 1903               | 1903–1945 |                  |         |
| Pistol M1911                  | din 1911  |                  |         |
| Puști                         |           |                  |         |
| M1 Garand                     | 1936–1957 | c. 6.25 milioane |         |
| M1903 Springfield             |           |                  |         |
| M1917 Enfield                 |           | 2.193.429        |         |
| Pistoale mitralieră           |           |                  |         |
| Thompson                      | din 1921  | 2,7 milioane     |         |
| Mitraliere                    |           |                  |         |
| M1919 Browning                | 1919–1945 | c. 5 milioane    |         |
| M1918 Browning Pușcă automată | 1917–1950 | 100.000+         |         |

 URSS
| Nume                | Perioada            | Construite    | Imagine |
| ------------------- | ------------------- | ------------- | ------- |
| Pistoale, revolvere |                     |               |         |
| Nagant M1895        | 1895-1945           | c. 2.000.000  |         |
| Pistol TT (Tokarev) |                     | 1.700.000     |         |
| Puști               |                     |               |         |
| Mosin-Nagant        | din 1891            | c. 37.000.000 |         |
| Pistoale mitralieră |                     |               |         |
| PPȘ-41              | 1941                | c. 6.000.000  |         |
| Mitraliere          |                     |               |         |
| Degtiariov          |                     |               |         |
| PM M1910            | 1910-1939 1941-1945 |               |         |

 Japonia
| Nume                | Perioada  | Construite | Imagine |
| ------------------- | --------- | ---------- | ------- |
| Pistoale, revolvere |           |            |         |
| Pistol Nambu 14     | 1906–1945 | c. 10.300  |         |
| Puști               |           |            |         |
| Pușca Arisaka 38    |           |            |         |
| Pistoale mitralieră |           |            |         |
| Nambu Tip 100       | 1942–1945 | 24.000     |         |
| Mitraliere          |           |            |         |
| Mitraliera Tip 96   | 1936-1945 |            |         |
| Mitraliera Tip 99   | 1939–1945 |            |         |

## Marină
- Lista claselor de navă din cel de-al Doilea Război Mondial

## Alte echipamente
- Lista echipamentelor de război electronic din cel de-al Doilea Război Mondial

## Uniforme, grade și distincții
- Echivalarea gradelor militare din Waffen-SS
- Lista uniformelor militare din cel de-al Doilea Război Mondial

| Nume                 | Țara             | Imagine |
| -------------------- | ---------------- | ------- |
| Căști, chipiuri      |                  |         |
| Cască Adrian         | Franța           |         |
| Kepi                 | Franța           |         |
| Beretă               | Marea Britanie   |         |
| Cască Brodie (M1917) | Marea Britanie   |         |
| Caubeen              | Marea Britanie   |         |
| Cască Pith           | Marea Britanie   |         |
| Papaha               | URSS             |         |
| Cască sovietică      | URSS             |         |
| Ușanka               | URSS             |         |
| Hacimaki             | Japonia          |         |
| Stahlhelm M35        | Germania nazistă |         |